# Greve in Chianti
Greve in Chianti is een gemeente in de Italiaanse provincie Florence (regio Toscane) en telt 13.866 inwoners (31-12-2012). De oppervlakte bedraagt 169,1 km², de bevolkingsdichtheid is 80 inwoners per km².
De volgende frazioni maken deel uit van de gemeente: Chiocchio, Cintoia, Dudda, Ferrone, Greti, La Panca, Lamole, Lucolena, Montefioralle, Panzano in Chianti, Passo dei Pecorai, Poggio alla Croce, San Polo in Chianti, Strada in Chianti.
Het Italiaanse Greve heeft een jumelage met Greve in Denemarken.

## Demografie
Greve in Chianti telt ongeveer 5385 huishoudens. Het aantal inwoners steeg in de periode 1991-2001 met 15,4% volgens cijfers uit de tienjaarlijkse volkstellingen van ISTAT.
| Jaar | Inwoneraantal |
| ---- | ------------- |
| 1991 | 11.139        |
| 2001 | 12.855        |

## Geografie
De gemeente ligt tussen 236 en 893 meter boven zeeniveau. Het hoogste punt van de Monti del Chianti, de Monte San Michele (893 meter) bevindt zich in het oosten van de gemeente.
Greve vormt met de gemeenten Castellina in Chianti, Radda in Chianti en Gaiole in Chianti het hart van de Chianti-streek. Wijnbouw en olijventeelt zijn in deze streek van oudsher belangrijke economische activiteiten. Daarnaast is het toerisme sinds begin jaren 90 van de twintigste eeuw sterk opgekomen.
Het dorp San Polo in Chianti was in het verleden bekend om de teelt van irissen (Iris germanica var. florentina), waarvan de wortels als grondstof voor de parfumindustrie dienden.
Greve in Chianti grenst aan de volgende gemeenten: Bagno a Ripoli, Castellina in Chianti (SI), Cavriglia (AR), Figline e Incisa Valdarno, Impruneta, Radda in Chianti (SI), Rignano sull'Arno, San Casciano in Val di Pesa, Tavarnelle Val di Pesa.

## Geboren
- Giovanni da Verrazzano (ca. 1485-ca. 1528), ontdekkingsreiziger
- Simone Borgheresi (1968), wielrenner

## Foto's

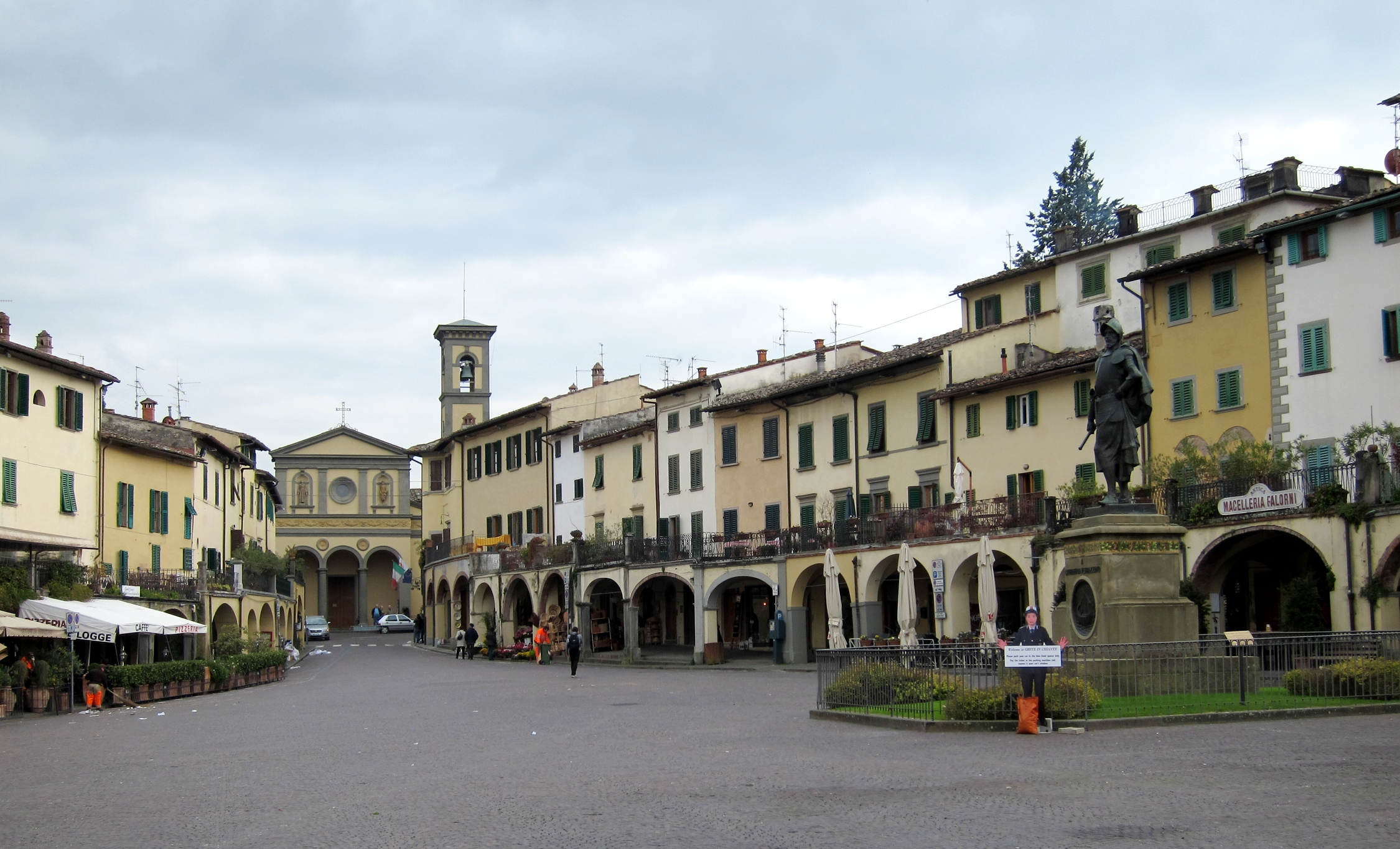
Piazza Giacomo Matteotti in Greve
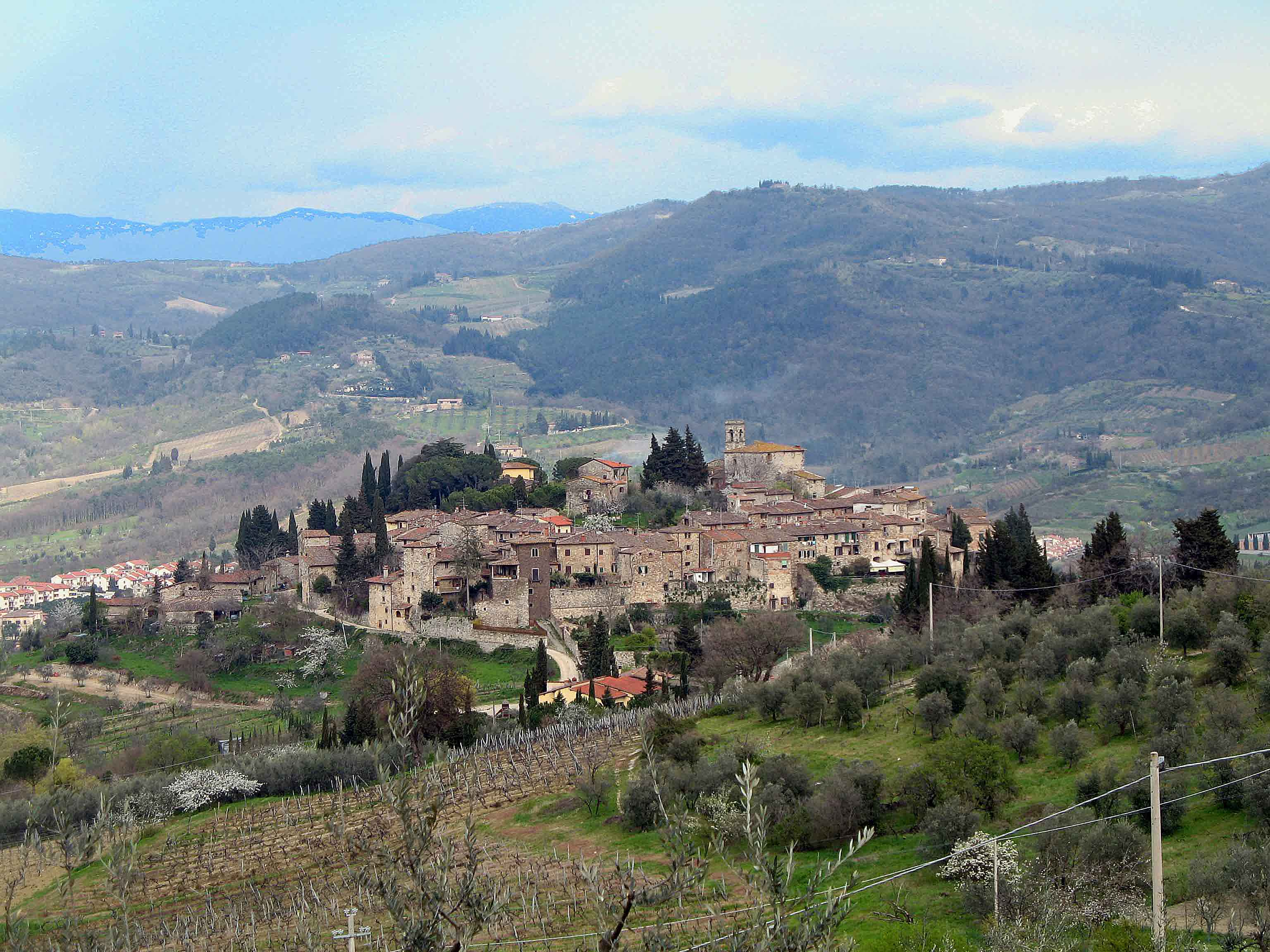
Montefioralle
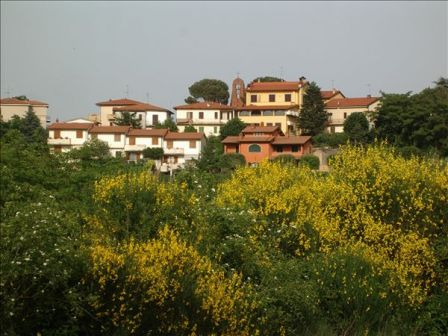
Poggio alla Croce